# Садівник

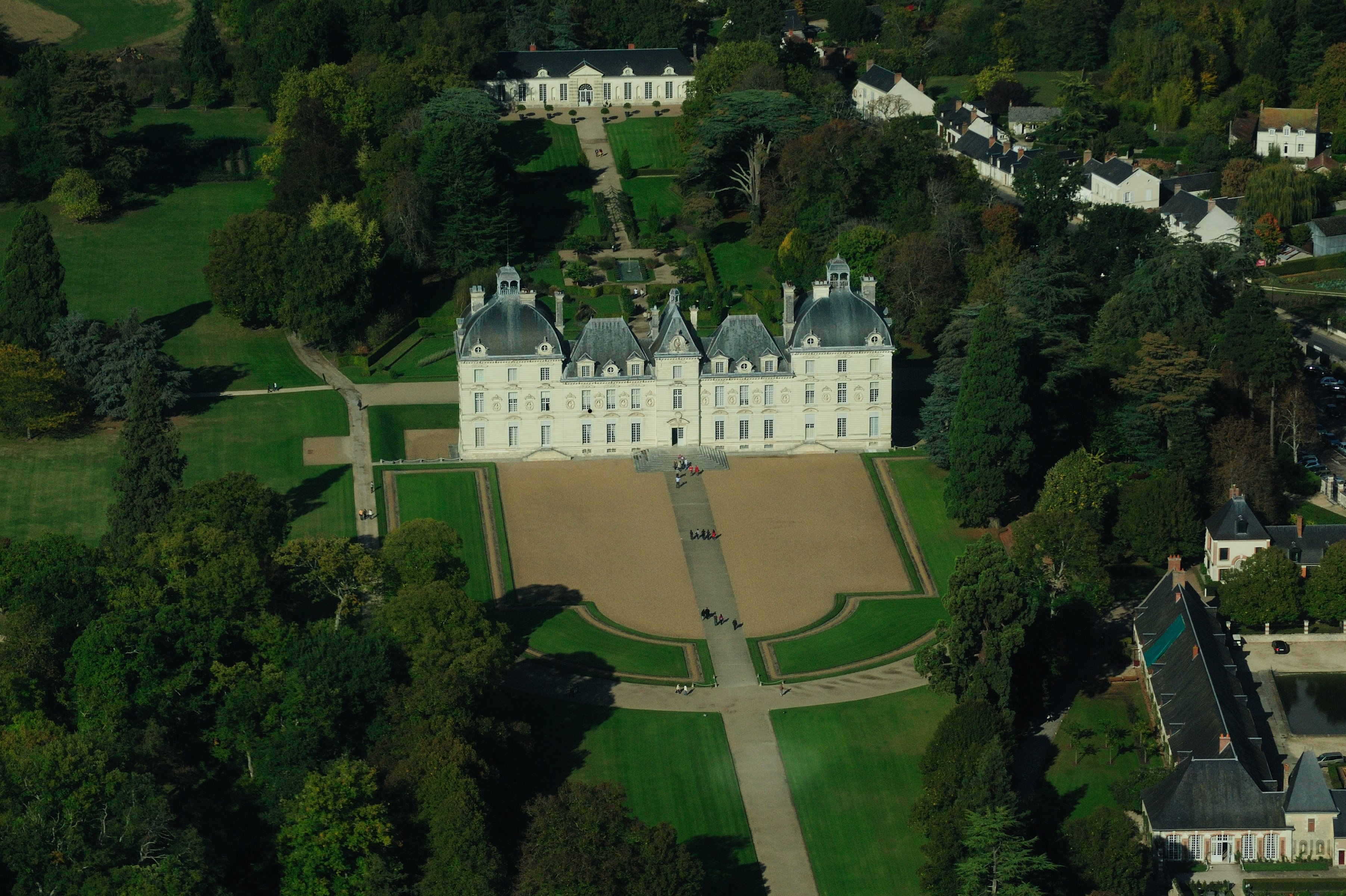
Замок Шеверні і сади з гелікоптера, Франція

Садівник — фахівець (зазвичай ботанік) по вирощуванню та догляду за садом, парком, якимось рослинним об'єктом, що не перевищує гаю.

## Історія

### Назва

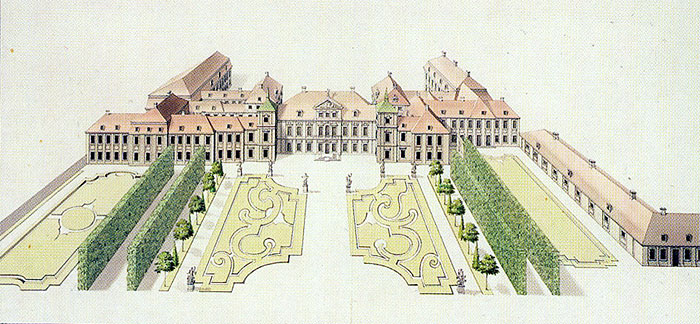
Саксонський сад і палац в Варшаві. Перебудовано на пейзажний у 19 ст.

Найбільш стала назва фаху — садівник. Але подібні фахи є:
- ландшафтний архітектор
- ландшафтний дизайнер
- інженер зеленого будівництва
- управитель по саду тощо.

### Вимоги до садівника

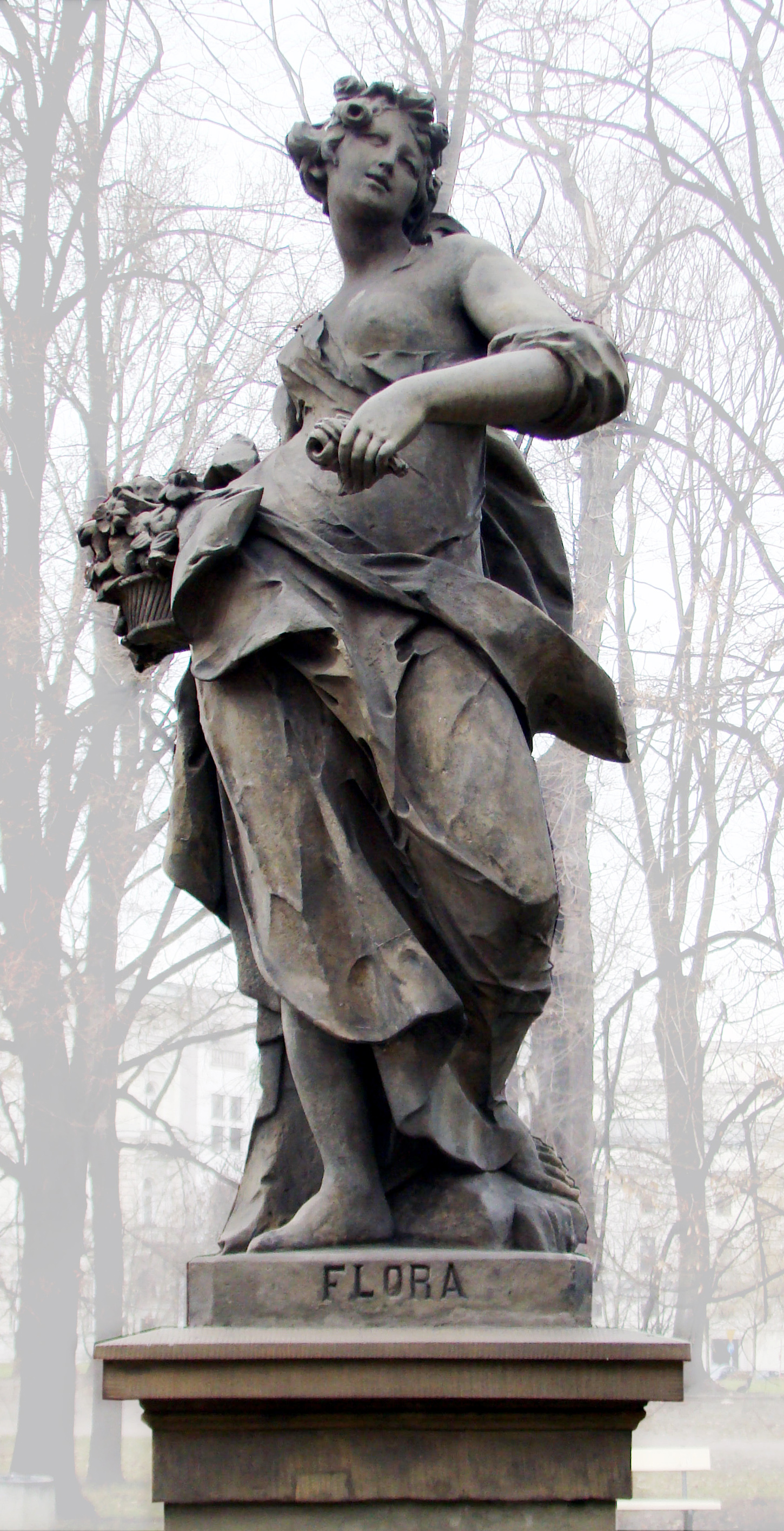
Скульптор Ян Плерш (1705—1774). Богиня рослин — Флора

Вони залежать від фахової освіти садівника. Вимоги до фахівця вищі, ніж до садівника аматора. Хоча й серед аматорів зустрічались достатньо кваліфіковані особи.
Садівник за фахом має бути знавцем ботаніки, агрономії, дендрології тощо. Має знатися на створенні оранжерей, захисту рослин від шкідників, на використанні добрив, створенні квітників, вистріганні газонів.
Садівники парків мають знатися на історичних стилях садів, їх розплануванні, вистріганні, догляду і рестарації.
Садівники минулого мали пряме відношення до ландшафтної архітектури і часто були ландшафтними дизайнерами, ландшафтними архітекторами. Поширена на той час універсальність(особливо в епохи Відродження, маньєризму, бароко) спонукала займатися парковим дизайном архітекторів — практиків і будівничих, серед яких
- Браманте
- Віньола
- Джакомо делла Порта
- Ніколо Мікетті
- скульптор Карло Бартоломео Растреллі
- архітектор Вартоломей Растреллі тощо.

Але поступово набирає обертів спеціалізація і садівник стає окремим фахом. Виникають цілі династії садівників (батько і син Ленотри у Франції тощо).

### Відомі садівники минулого

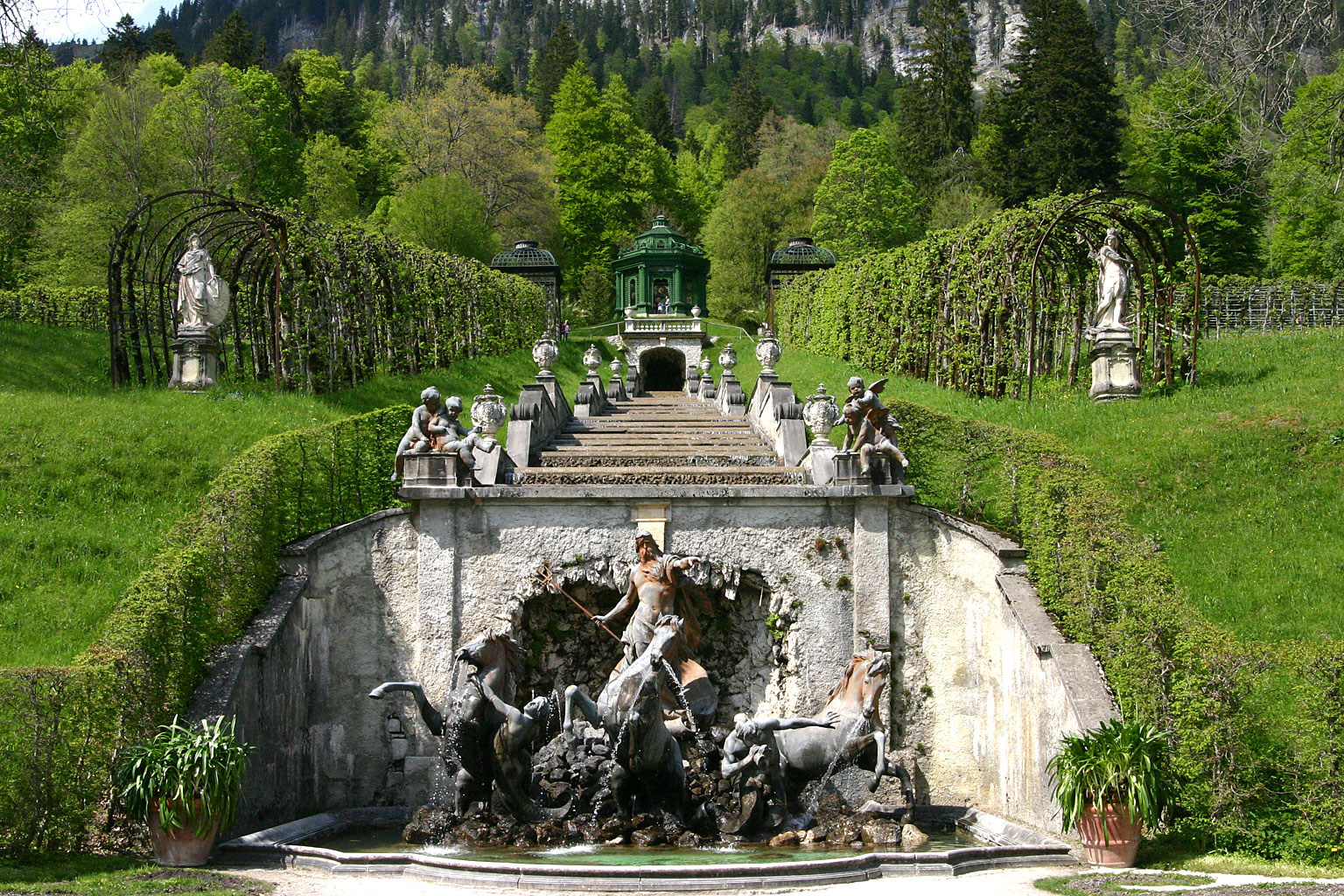
Каскад і басейн Нептуна, замок Ліндерхоф, Німеччина.

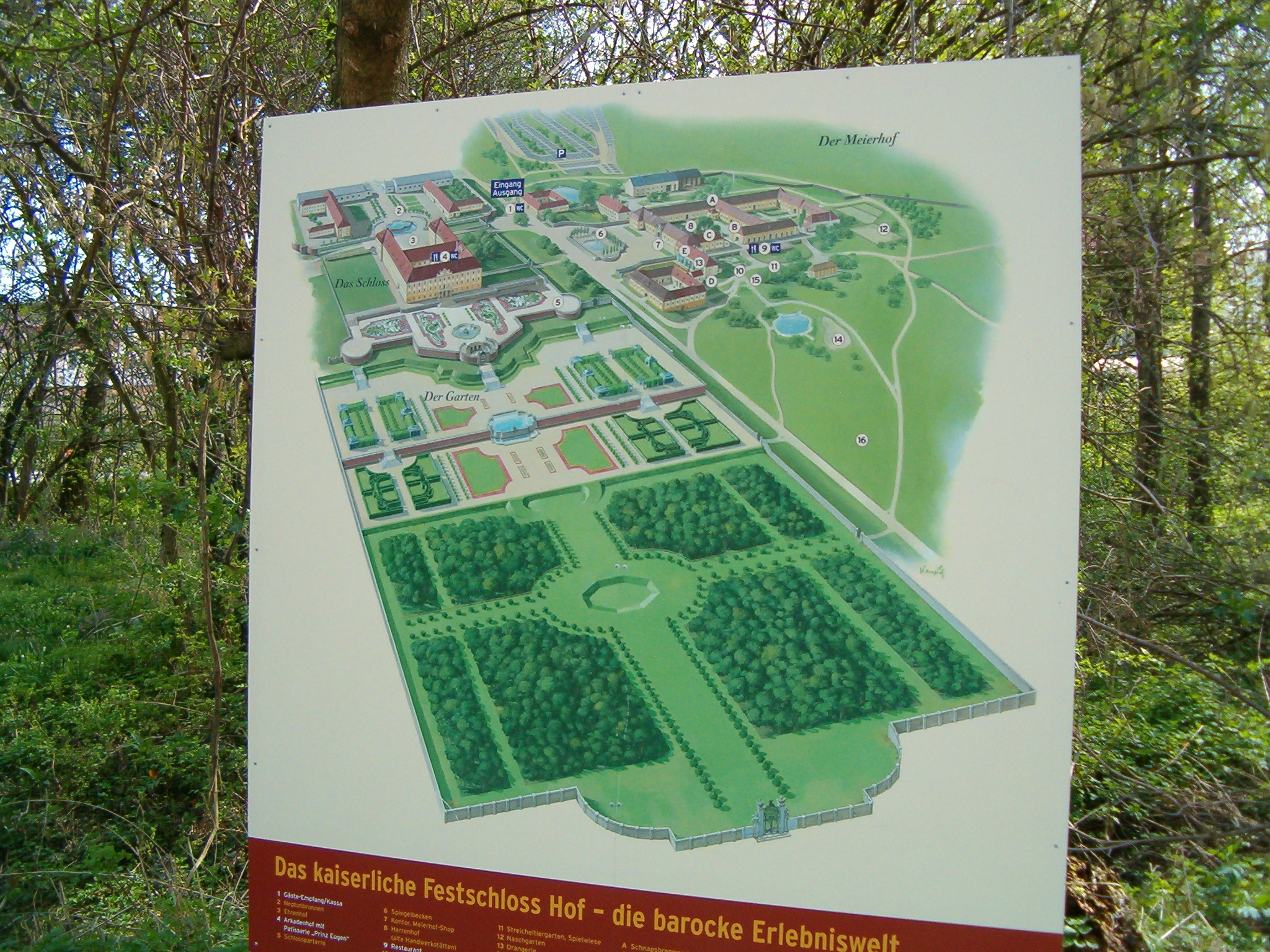
Схема палацово-паркового ансамблю Шлосс Хоф, Північ Австрії.

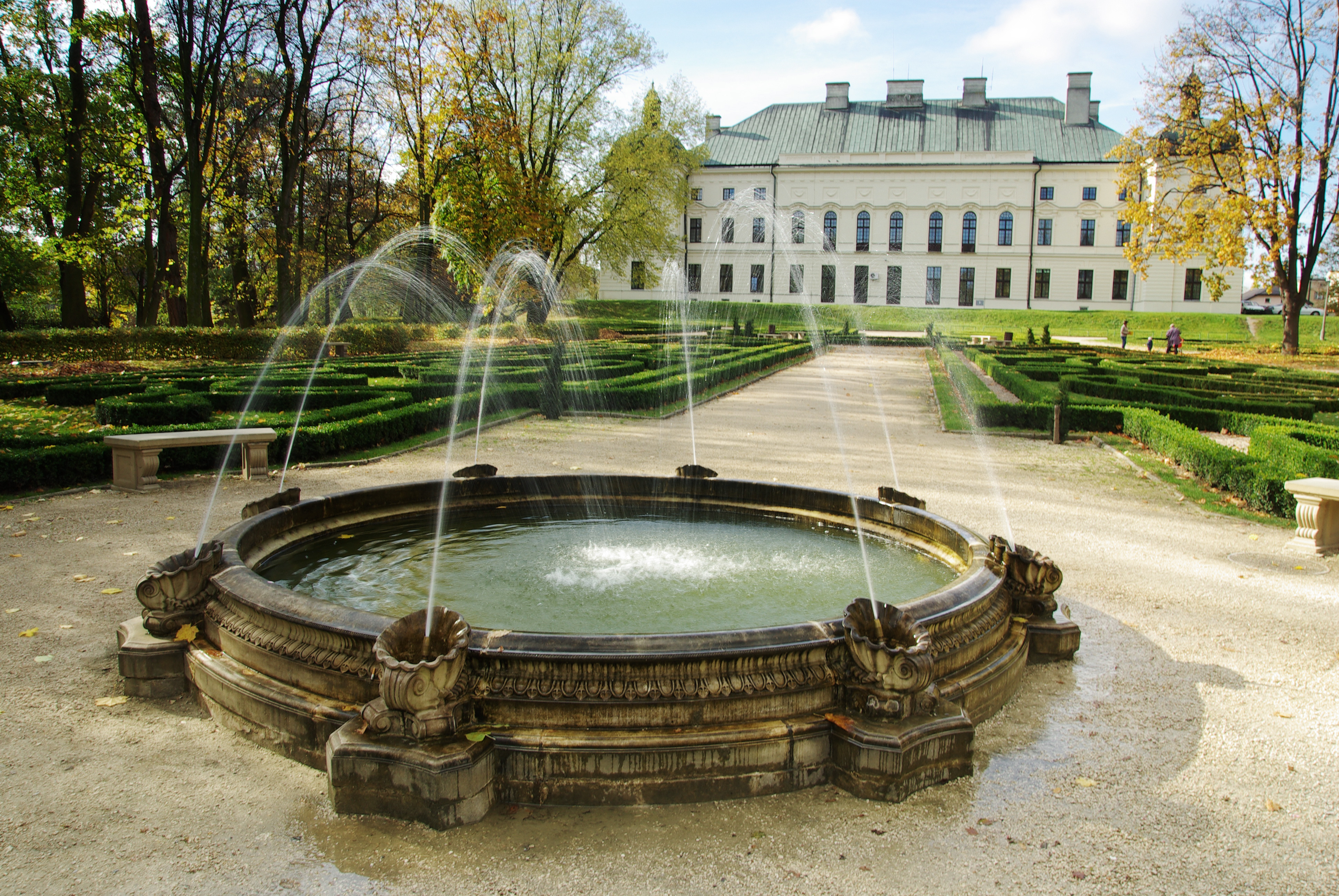
Палац Сангушків і парк, Любартов, Польща

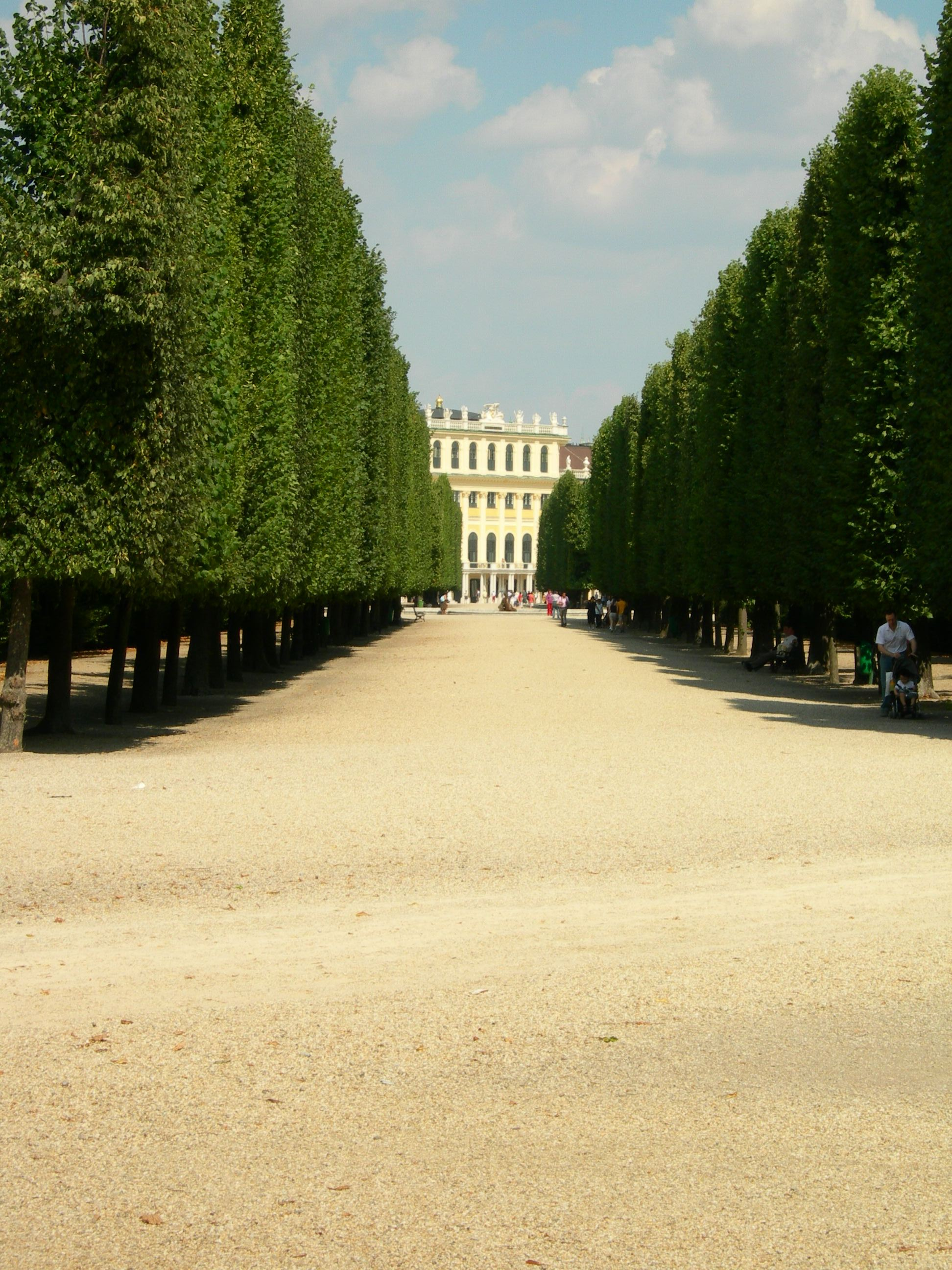
Палац і парк Шенбрунн

### Австрія
- Ніколо Себрегонді
- Йоган Бернгард Фішер фон Ерлах

### Англія
- архітектор Ванбрег-регулярний парк Стоу, перебудови в пейзажний — арх. Бріджмен, Вільям Кент і Ланселот Браун
- Вільям Кент (1685—1748)- парк Шефілд і Річмонд-парк (Лондон)
- Ланселот Браун (1716—1784)
- Гамфрі Рептон (1752—1818)
- Генрі Гоер — пейзажний парк Стоурхед

### Італія
- Донато Браманте
- Джакомо да Віньола
- Джуліо Романо — сад палацу дель Те
- Пірро Лігоріо — сад вілли д'Есте в Тіволі, сад палацу Колонна
- Ніколо Мікетті

### Німеччина
- архітектори Перроне і Шарбоньє — парк Херенхаузен, Ганновер
- Жирар, парк Німфенбург, Мюнхен
- архітектор Г. Кнодельсдорф (1699—1753)
- П. Айзербек, П. Ленне, пейзажний парк Сан-Сусі
- Куфальдт Георг Фрідріх, паркобудівник

### Російська імперія
- Ян Роозен, Літній сад
- Деніс Брокет
- Філіп Пермяков
- Ф. Аргунов — сад садиби Кусково
- Антоніо Рінальді
- Андрій Болотов
- Джакомо Тромбаро, сад садиби Архангельське
- П'єтро Гонзага

### Україна
- Діонісій Міклер (тобто Діонісій Мак-Клер, 1762—1853)
- Бартецький, Вітт, Штунге — парк Олександрія, Біла Церква
- Людвиг Метцель (1764—1848)- парк Софіївка, Умань

### Франція
- Андре Ленотр
- Олександр Леблон
- Антуан Рішар
- Кармонтель — пейзажний парк Монсо